# Herrngasse 4 (Coburg)

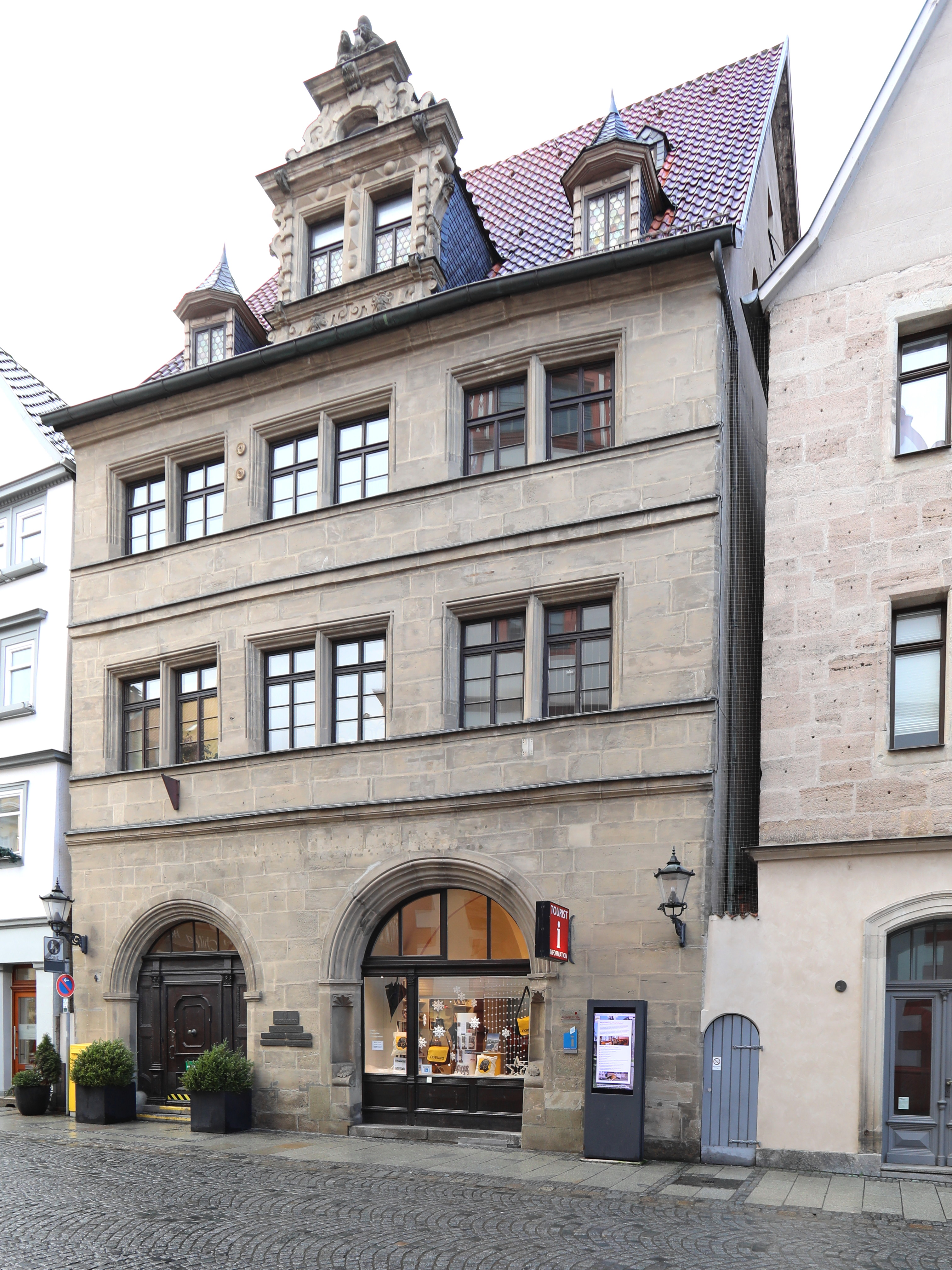
Herrngasse 4 in Coburg

Das Bürohaus Herrngasse 4 steht in der oberfränkischen Stadt Coburg zwischen Markt- und Schlossplatz. Der denkmalgeschützte Renaissancebau wurde um 1595 errichtet.

## Geschichte
Die erste Nennung eines Gebäudes auf dem Grundstück Herrngasse 4 erfolgte 1520. Als Kastenamtslehen war es damals im Besitz eines Sebastian Störcher. Das Haus wurde 1590 durch einen Brand zerstört. Zwischen 1591 und 1598 entstand das heutige Renaissancehause mit Nebengebäuden und einer rückwärtigen dreibogigen Loggia mit Balustrade, in deren Mitte eine Brunnengrotte mit einem Laufbrunnen angelegt war. Im Jahr 1598 war der Kammerschreiber Peter Popp Eigentümer, der das Anwesen im Jahr 1600 an Herzog Johann Casimir von Sachsen Coburg veräußerte. Von 1601 bis 1604 bestand in einem Nebengebäude eine fürstliche Trinkstube. Anschließend wurde das Gebäude an den Rentmeister Georg Hack verkauft. Es war in der Folge stets im Besitz reicher und vornehmer Patrizier- und Beamtenfamilien. Im Jahr 1670 wurde es als ein dreistöckiges steinernes Haus mit fünf Stuben, einem Gewölbe, zwei Keller und einem Stall beschrieben. Von 1769 bis 1773 war die Kaiserliche Reichspost in dem Haus ansässig. Im Jahr 1807 erwarb der herzogliche Staatsminister Theodor von Kretschmann das Anwesen.
Joseph Simon mietete 1810 das Gebäude in der Herrngasse und kaufte es schließlich 1813 von Kretschmann. Simon war ein Handelsjude und stammte aus Hildburghausen. Im Jahr 1806 stellte ihm die Coburger Landesregierung, gegen die Einsprüche des Coburger Magistrats, als einem der ersten seit dem 15. Jahrhundert einen Schutzbrief für die Ansiedlung in Coburg aus. Simon eröffnete im Erdgeschoss ein Modewarengeschäft, dem ein Kreditinstitut angeschlossen war. Diese wurden 1843 in die Spitalgasse 12 verlegt; die Herrngasse, wo ein eigener Betsaal eingerichtet worden war, blieb Wohnsitz der Familie.
Nach dem Konkurs des Unternehmens Joseph Simon’s Söhne ersteigerte 1891 der Druckereibesitzer Anton Roßteutscher das Anwesen. Er ließ im Innenhof die Renaissance-Loggia mit der Brunnengrotte abbrechen und diesen mit einem Glasdach für eine Druckerei überdachen. Im Jahr 1919 beauftragte der Sohn Alfred Roßteutscher eine Neugestaltung des Erdgeschosses nach Plänen des Architekten Leopold Oelenheinz mit einem neuen Eingangsportal, Treppenhaus und Laden. In den folgenden Jahrzehnten kamen viele Um-, An- und Aufbauten dazu, sodass schließlich neben dem Haupthaus vier Nebengebäude bestanden.
Die Stadt Coburg übernahm 1976 das Anwesen. In den Jahren 1977 bis 1979 ließ die Stadt einen Umbau mit Instandsetzung durchführen und 1982 bis 1984 das Dachgeschoss ausbauen. Die Räume der Obergeschosse wurden zu Büros der Stadtverwaltung umgewandelt. In das Erdgeschoss zog die Tourist-Information der Stadt. In den oberen Geschossen befinden sich der Fremdenverkehrs- und Kongressbetrieb der Stadt und die Geschäftsstelle des Verkehrsvereins. Rund 460.000 Euro netto kostete ein Umbau der Tourist-Info im Jahr 2023.

## Architektur
Die Fassade des dreigeschossigen, traufständigen Satteldachgebäudes besteht über die gesamte Höhe aus regelmäßig geschnittenen Sandsteinquadern. Sie wird bestimmt durch ein hohes Erdgeschoss mit zwei unterschiedlich hohen Rundbögen. Unter dem linken der reich profilierten Bögen befindet sich das gefelderte Haustor aus der Zeit um 1700, hinter der ein Korridor zum Laden und rückwärtigen Rundtreppenhaus führt. Rechts war in einem rundbogigen Eingangsportal mit Muschelnischen in der Sandsteinrahmung, vor Einbau des Ladens, bis 1919 das Tor für die Durchfahrt zum Innenhof angeordnet. Die Räume im Erdgeschoss sind von Gewölben überspannt.
Kämpfer- und Sohlbankgesimse gliedern die Renaissancefassade und trennen die beiden Obergeschosse, die jeweils sechs gerahmte Fenster besitzen und in Gruppen von je zwei zusammengefasst sind. Über der durchgehend profilierten Traufleiste befindet sich mittig ein zweiachsiges, von einem Ziergiebel gekröntes Zwerchhaus. Beidseitig ist jeweils eine kleinere Gaube mit einem Spitzhelm angeordnet. Das Hauswappen des Peter Pott aus dem Jahr 1600 befindet sich am Giebel.
Die Kellerräume werden durch Tonnengewölbe aus Sandsteinquadern überspannt und sind durch nachträglich eingebaute Stützarkaden unterteilt.